# Melanotrichia dakcha
Melanotrichia dakcha là một loài Trichoptera trong họ Xiphocentronidae. Chúng phân bố ở miền Ấn Độ - Mã Lai.